# Merthyr Vale
Merthyr Vale är en community i Storbritannien.   Den ligger i kommunen Merthyr Tydfil och riksdelen Wales, i den södra delen av landet, 220 km väster om huvudstaden London.
Större delen av communityn utgörs av tätorten Aberfan (3 547 invånare).